# Eidenberg
Eidenberg ist eine Gemeinde in Oberösterreich im Bezirk Urfahr-Umgebung im oberen Mühlviertel mit 2152 Einwohnern (Stand 1. Jänner 2024). Die Gemeinde liegt im Gerichtsbezirk Urfahr.

## Geografie
Der Ort Eidenberg liegt auf einer Höhe von 685 m ü. A. (Gemeindegebiet 450 – 927 m ü. A.) im oberen Mühlviertel und hat 2107 Einwohner. Das größte Gewässer ist die Große Rodl, die im Norden und im Südwesten auch die Gemeindegrenze bildet. 
Die Ausdehnung der Gemeinde beträgt von Nord nach Süd 7,8 und von West nach Ost 6,1 Kilometer. Die Gesamtfläche beträgt 29,27 Quadratkilometer.

### Ortsteile
Eidenberg besteht aus 10 Ortschaften (Einwohnerzahlen Stand 1. Jänner 2024):
- Aschlberg (148)
- Berndorf (164)
- Edt (132)
- Eidenberg (941)
- Felsleiten (34)
- Kammerschlag (172)
- Obergeng (202)
- Schiefegg (49)
- Staubgasse (70)
- Untergeng (240)

### Eingemeindungen
- 1. März 1875: Geng

### Nachbargemeinden
| Herzogsdorf  | Oberneukirchen                              | Zwettl an der Rodl   |
|              | Kompassrose, die auf Nachbargemeinden zeigt | Kirchschlag bei Linz |
| Gramastetten | Lichtenberg                                 |                      |

## Geschichte

### Ortsgeschichte
Ursprünglich im Ostteil des Herzogtums Bayern liegend, gehörte der Ort seit dem 12. Jahrhundert zum Herzogtum Österreich, seit 1490 zum Fürstentum Österreich ob der Enns.
Um das Jahr 1200 ist die geografische Bezeichnung Schiefegg nachweisbar, und zwar in Form eines Weges namens Schefwech („Schiffweg“), der zum Wegenetz des Linzer Steiges gehörte. So wie Schiefegg weisen auch die beiden Genger Ortschaften Untergeng und Obergeng und die weiter nordöstlich gelegene Ortschaft Saumstraß (Gemeinde Zwettl an der Rodl) auf die alten Transportwege zwischen Donau und Böhmen hin.
Die ersten urkundlichen Erwähnungen des Hauptortes stammen aus den Jahren 1206 („ibenberge“), 1209 („ibenberc“) und 1215 („Ulricus de Ibenperge“), wobei dem Grundwort Berg entweder der althochdeutsche Personenname Iwo oder das mittelhochdeutsche Wort iwe (Eibe) hinzugefügt wurde, was dann den Berg, wo die Eiben wachsen, bezeichnen würde.
Während der Napoleonischen Kriege war der Ort mehrfach besetzt, ist seither wieder bei Oberösterreich.
Nach dem Anschluss Österreichs an das Deutsche Reich am 13. März 1938 wurde Oberösterreich zum Gau Oberdonau. Nach 1945 erfolgte die Wiederherstellung Oberösterreichs.

### Pfarre
Eidenberg ist eine Pfarrexpositur von Gramastetten. Der Seelsorger ist der Abt des Stiftes Wilhering, Reinhold Dessl.

### Bevölkerungsentwicklung
Die Zunahme der Bevölkerungszahl in den letzten Jahrzehnten beruht vor allem auf einer positiven Geburtenbilanz. Seit 2001 ist auch die Wanderungsbilanz positiv.

## Kultur und Sehenswürdigkeiten

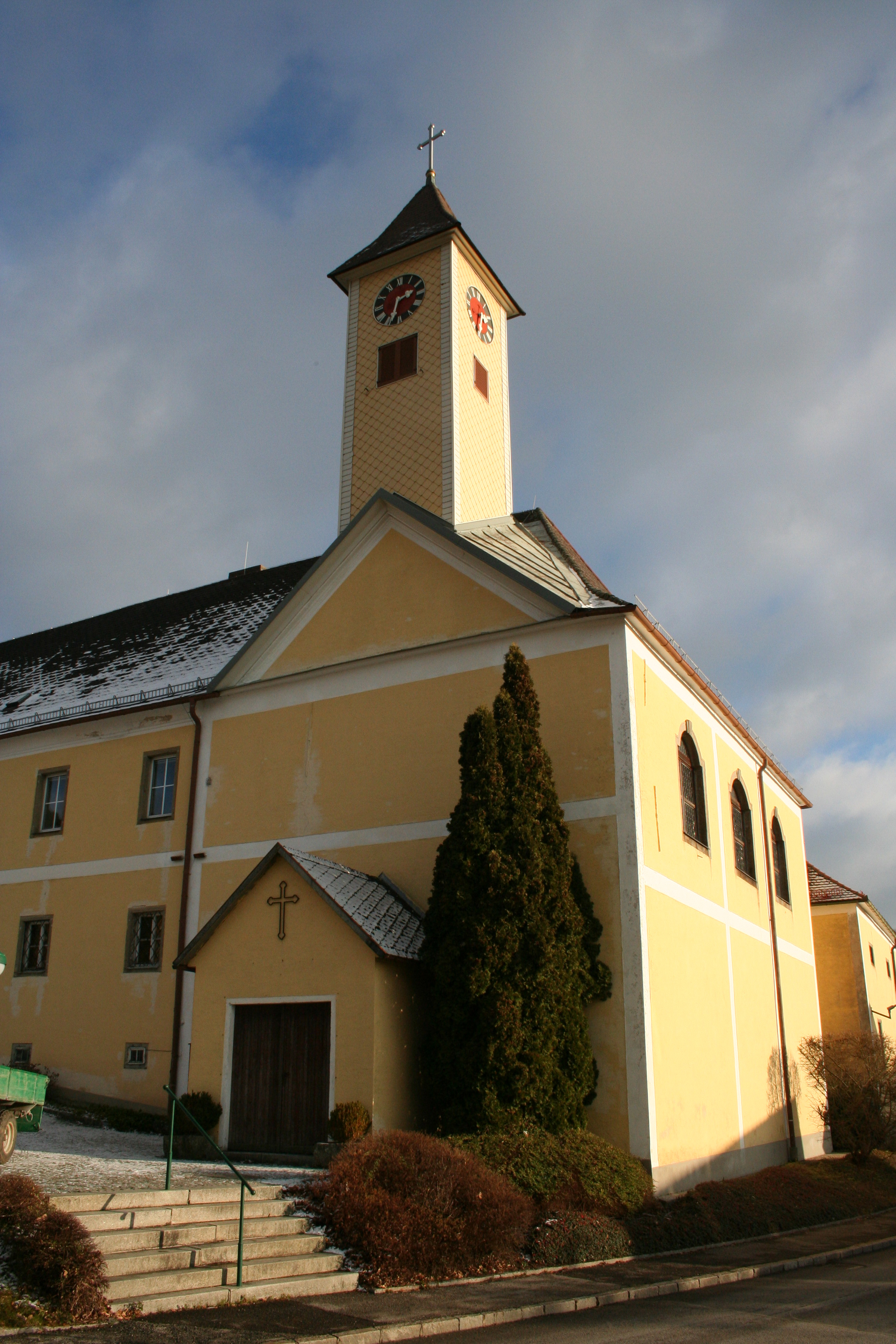
Pfarrkirche Eidenberg

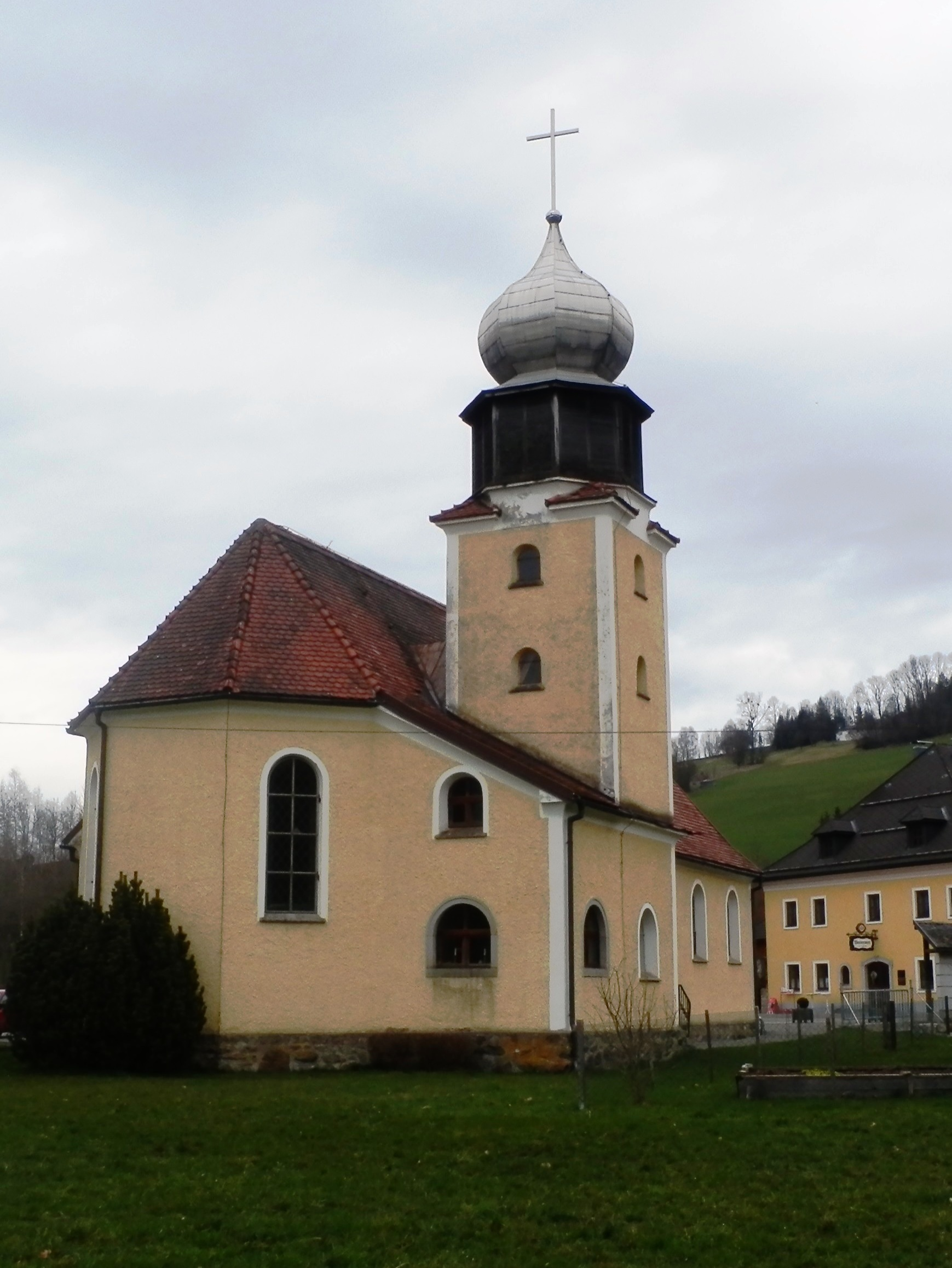
Marienkirche Untergeng

- Neues Schloss mit der Pfarrkirche Eidenberg Göttlicher Heiland
- Marienkirche Untergeng (erbaut nach Plänen von Hans Foschum)
- Dr.-Alexander-Brenner-Haus auf der Gis, Brennerweg
- Eidenberger Alm (Ausflugsgasthaus mit originaler Tiroler Almhütte)
- Wolfgangkapelle und Kopfwehstein[8]

## Wirtschaft und Infrastruktur

### Wirtschaftssektoren
Von den 119 landwirtschaftlichen Betrieben des Jahres 2010 waren 43 Haupterwerbsbauern. Diese bewirtschafteten 51 Prozent der Flächen. Im Produktionssektor arbeiteten 16 Erwerbstätige in der Bauwirtschaft und 14 im Bereich Herstellung von Waren. Die wichtigsten Arbeitgeber des Dienstleistungssektors waren die Bereiche soziale und öffentliche Dienste (45), Handel (34), Beherbergung und Gastronomie (29) und freiberufliche Dienstleistungen (27 Mitarbeiter).
| Wirtschaftssektor            | Anzahl Betriebe | Anzahl Betriebe | Erwerbstätige | Erwerbstätige |
| Wirtschaftssektor            | 2011            | 2001            | 2011          | 2001          |
| ---------------------------- | --------------- | --------------- | ------------- | ------------- |
| Land- und Forstwirtschaft 1) | 119             | 145             | 89            | 74            |
| Produktion                   | 13              | 10              | 30            | 44            |
| Dienstleistung               | 74              | 44              | 152           | 109           |

1) Betriebe mit Fläche in den Jahren 2010 und 1999

## Politik

### Gemeinderat
Der Gemeinderat hat insgesamt 19 Mitglieder.
- Mit den Gemeinderats- und Bürgermeisterwahlen in Oberösterreich 1997 hatte der Gemeinderat folgende Verteilung: 15 ÖVP, 2 FPÖ und 2 SPÖ.[12]
- Mit den Gemeinderats- und Bürgermeisterwahlen in Oberösterreich 2003 hatte der Gemeinderat folgende Verteilung: 13 ÖVP, 5 SPÖ und 1 FPÖ.[13]
- Mit den Gemeinderats- und Bürgermeisterwahlen in Oberösterreich 2009 hatte der Gemeinderat folgende Verteilung: 15 ÖVP, 3 SPÖ und 1 FPÖ.[14]
- Mit den Gemeinderats- und Bürgermeisterwahlen in Oberösterreich 2015 hatte der Gemeinderat folgende Verteilung: 18 ÖVP, 4 SPÖ und 3 FPÖ.[15]
- Mit den Gemeinderats- und Bürgermeisterwahlen in Oberösterreich 2021 hat der Gemeinderat folgende Verteilung: 15 ÖVP und 4 SPÖ.[16]

### Bürgermeister
Bürgermeister seit 1850 waren:
- 1850–1858 Georg Prager
- 1858–1860 Johann Schütz
- 1860–1867 Johann Grömer
- 1867–1873 Jakob Durstberger
- 1873–1875 Georg Kaineder
- 1875–1876 Geng zu Eidenberg
- 1876–1878 Leopold Rechberger
- 1878–1881 Simon Eidenberger
- 1881–1895 Leopold Rechberger
- 1895–1916 Thomas Hofstätter
- 1916–1934 Franz Weixelbaumer
- 1934–1938 Peter Haiböck
- 1938–1940 Josef Breuer
- 1940–1945 Johann Hengstschläger
- 1945–1946 Franz Köppl
- 1946–1967 Leopold Hofstätter
- 1967–1991 Johann Schütz
- 1991–2009 Friedrich Koll
- seit 2009 Adolf Hinterhölzl (ÖVP)

### Wappen
Blasonierung: In Gold über grünem Dreiberg, darin eine silberne Wellenleiste, ein schwarzes Hufeisen mit zehn Nagellöchern, überhöht von zwei roten, schwebenden, ungleicharmigen Tatzenkreuzen in den Oberecken. Die Gemeindefarben sind Schwarz-Gelb-Rot.
Die drei grünen Hügel, der Dreiberg, stehen als Symbol für die schöne Landschaft, die gepflegten Wiesen und die ausgedehnten Wälder.
Das silberne Wellenband steht für die Große Rodl, die die Gemeinde durchzieht.
Die zwei roten Kreuze stehen als Symbol für die beiden Gotteshäuser in Eidenberg und Untergeng.
Das Hufeisen verweist auf das bäuerliche Brauchtum der seit 1956 in Eidenberg durchgeführten Leonhardiritte – der Heilige Leonhard ist Schutzpatron des Eidenberger Gotteshauses.
Die zehn Nagellöcher bedeuten die zehn Ortschaften der Gemeinde (Aschlberg, Berndorf, Edt, Eidenberg, Felsleiten, Kammerschlag, Obergeng, Schiefegg, Staubgasse, Untergeng).
Das Wappen in der heutigen Form und die Gemeindefarben Schwarz-Gelb-Rot wurden im Gemeinderat am 25. März 1981 beschlossen und von der oberösterreichischen Landesregierung am 11. Mai 1981 genehmigt.

## Persönlichkeiten

### Söhne und Töchter der Gemeinde
- Leopold Pargfrieder (1879–1978), Politiker (CSP)
- Bernhard Burgstaller (1886–1941), Abt des Stiftes Wilhering 1938–1941
- Karl Wedenig (1921–1986), Politiker (ÖVP)

### Mit der Gemeinde verbundene Persönlichkeiten
- Susanne Kerbl (* um 1965), Sängerin, Musicaldarstellerin und Pädagogin
- Thomas Kerbl (* 1965), Pianist und Universitätsprofessor
- Alexander Koll (* 1982), Skirennläufer